# СА-штандарт «Фельдхернхалле»

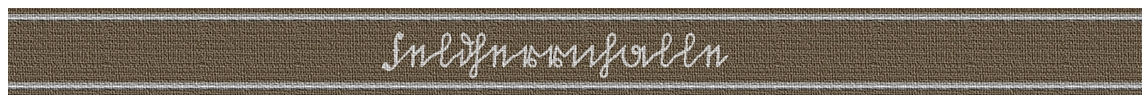
Нарукавная лента

СА-штандарт «Фельдхернхалле» (нем. SA-Standart „Feldherrnhalle“) — военное подразделение (штандарт), созданное в 1934 году, в составе СА. С 1937 года штандарт имел двойное подчинение к СА и Люфтваффе. После начала Второй мировой войны подразделения штандарта вошли в Люфтваффе или в Вермахт.

## История подразделения

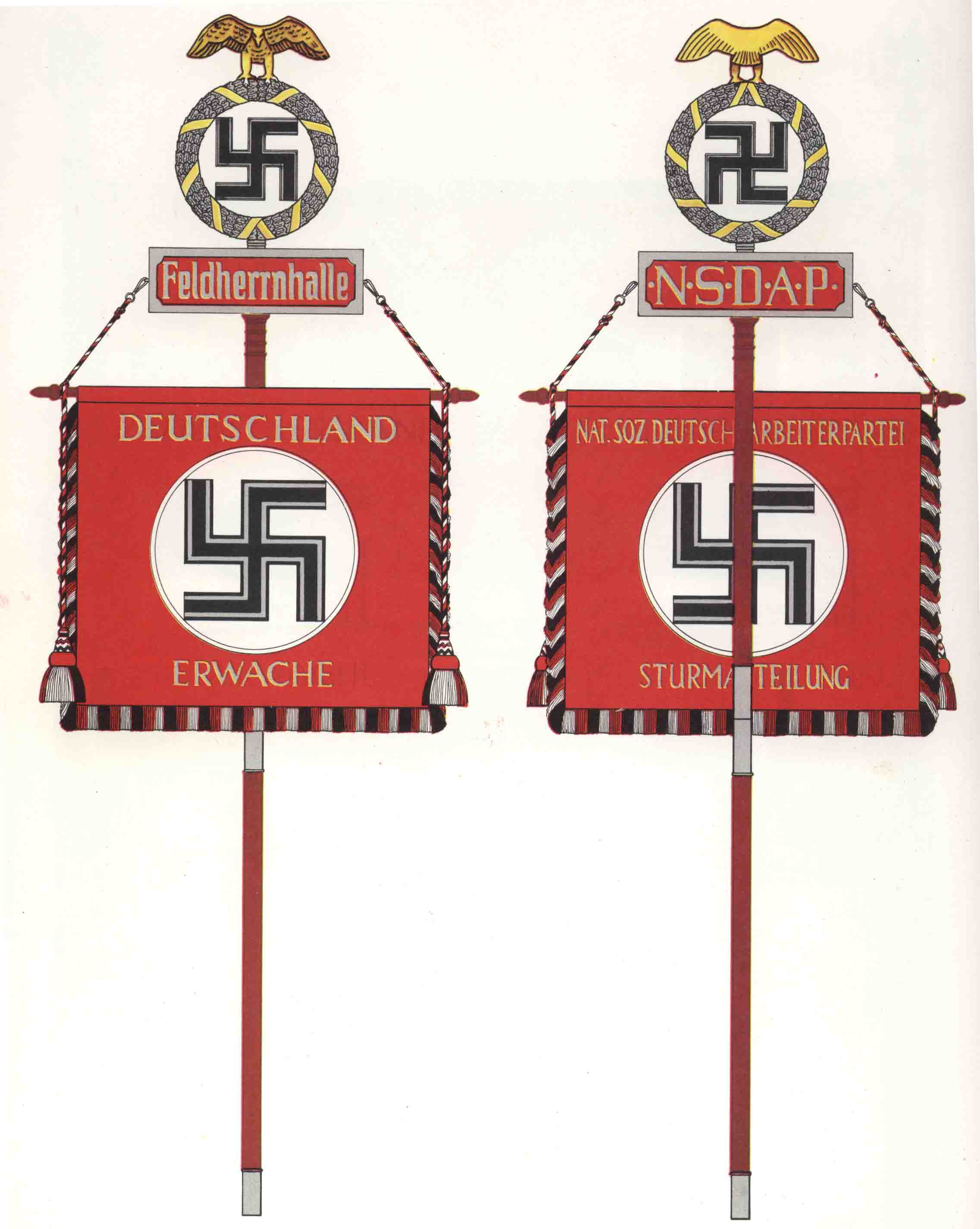
Штандарт СА-штандарта «Фельдхернхалле»

В 1934 году в связи с очередными обострениями между штурмовиками (во главе которых стоял начальник штаба СА Эрнст Рем) и руководством Германии (Адольф Гитлер), произошла «чистка» верховного руководства СА, в результате которого была истреблена почти вся верхушка штурмовиков. Новым начальником штаба СА был назначен один из лояльных к Гитлеру руководителей СА, и активный участник «чистки» Виктор Лютце.
Одним из первых действий нового руководителя СА было создание нового элитного штандарта (полка), который подчинялся новой верхушке и не был зависим от территориальных подразделений СА. В штандарт попали специально отобранные добровольцы. Обязанностью штандарта были охрана гарнизонов СА, партийных и государственных учреждений, а также здания Фельдхеррнхалле в Мюнхене.
Штандарт состоял из шести штурмбанов (батальонов), расположенных по всей Германии (Берлин, Мюнхен, Геттинген, Крефельд, Штеттин, Штутгарт). Этот штандарт отличался от других тем, что имел право носить оружие, а служба в этом полку засчитывалась в стаж армейской службы. Члены партии в возрасте от 18 до 25 лет, прошедшие специальную подготовку, должны были поступить в штандарт на три года. До этого они должны были не менее года пробыть в Гитлерюгенде, и не менее полугода в СА.
В сентябре 1936 г., во время Нюрнбергских партийных праздников, штандарт получил от Гитлера почетное название «Фельдхеррнхалле». У здания «Зала баварских полководцев» (Фельдхеррнхалле) в ноябре 1923 года происходило одно из знаковых событий становления национал-социалистического движения в Германии, Пивной путч. События ноября 1923 г. стали частью нацистской мифологии «мученичества».
12 января 1937 года Виктор Лютце предоставил Герману Герингу (одному из руководителей НСДАП и руководителю Люфтваффе) почетное шефство над штандартом. Геринг воспользовался этим и через месяц перевёл штандарт в подчинение люфтваффе. С этого периода штандарт имел двойное подчинение — СА и Люфтваффе.
Во время Судетской кампании в октябре 1938 года штандарт был преобразован в полк Люфтваффе «СА-штандарт-Фельдхернхалле» (воздушно-десантный полк) в составе 7-й воздушной дивизии Люфтваффе. С этого времени и до весны 1939 года полк использовал знаки различия Люфтваффе.
С началом Второй мировой войны подразделения штандарта «Фельдхеррнхалле» проходили усиленное обучение под руководством инструкторов Люфтваффе. Из таких групп был сформирован 2-й парашютно-егерский полк Люфтваффе, участвовавший в боях за Эбен-Эмаль, Роттердам, Крит.
Значительная часть личного состава штандарта вошла в Люфтваффе, другая часть в Вермахт. Штурмовики штандарта «Фельдхернхалле» в Вермахте составили скелет 271 пехотного полка «Фельдхернхалле». В 1943 году из потрёпанной под Сталинградом 60-й моторизованной дивизии и 271-го полка «Фельдхернхалле» была образована панцергренадерская дивизия «Фельдхернхалле». Тактическим знаком дивизии был «Вольфсангель». Также личный состав штандарта был направлен во флотилию тральщиков «Брилль» и в 18-ю добровольческую панцергренадерскую дивизию СС «Хорст Вессель».

## Обмундирование

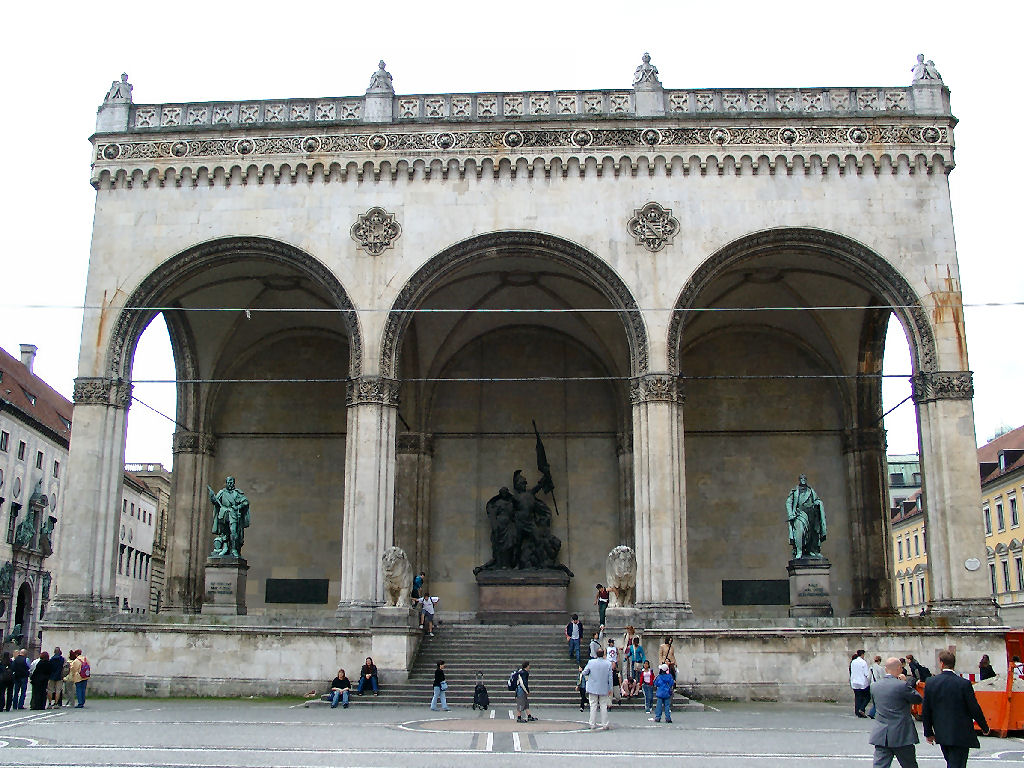
Здание «Фельдхернхалле», в честь которого был назван штандарт

Мундиры штурмовиков штандарта имели светло-коричневые обшлаги. На левом рукаве была коричневая или красная лента с надписью «Feldherrnhalle» выполненной серебряными буквами. Кепи имел красную тулью. Знаки различия размещались на петлицах темно-красного или малинового цвета). На правой петлице была металлическая эмблема Вольфсангель, напоминавшая стилизованную строчную букву f, в центре которой была наложена эмблема СА. Младшие офицеры штандарта имели красно-белую окантовку вокруг воротника и петлиц. Погоны СА носились на обоих плечах. Подкладка погон была малиновой. Сами погоны несли на себе металлическую (или вышитую) модифицированную эмблему подразделения.
При исполнении служебных обязанностей штурмовики штандарта носили горжеты с изображением имперского орла. Горжет изготовлялся из серебристого металла, окантовка и орел были позолоченные.
С 1937 года, в связи с подчинением штандарта к Люфтваффе, штурмовики штандарта носили над правым нагрудным карманом орла Люфтваффе (как и военнослужащие ВВС). При полевых учениях бойцы штандарта носили сине-серую форму Люфтваффе.
На касках (коричневого или оливкового цвета) были размещены: слева — орел Люфтваффе; справа — геральдический щит, в котором находилось изображение фасада здания Фельдхеррнхалле, ниже которого горизонтальный «Вольфсангель» с эмблемой СА (как на петлицах).